# Leonardo Duque
Leonardo Fabio Duque (Cali, Valle del Cauca, Colômbia, 10 de abril de 1980) é um exciclista colombiano nacionalizado francês.
Estreiou como profissional no ano 2005 nas fileiras da equipa Jartazi Revor. Depois esteve várias temporadas na equipa francesa Cofidis e desde 2013 até 2015 fez parte da equipa colombiano Colombia de categoria profissional continental. Finalizou a sua carreira em 2016 com a equipa francesa Delko Marseille Provence KTM.

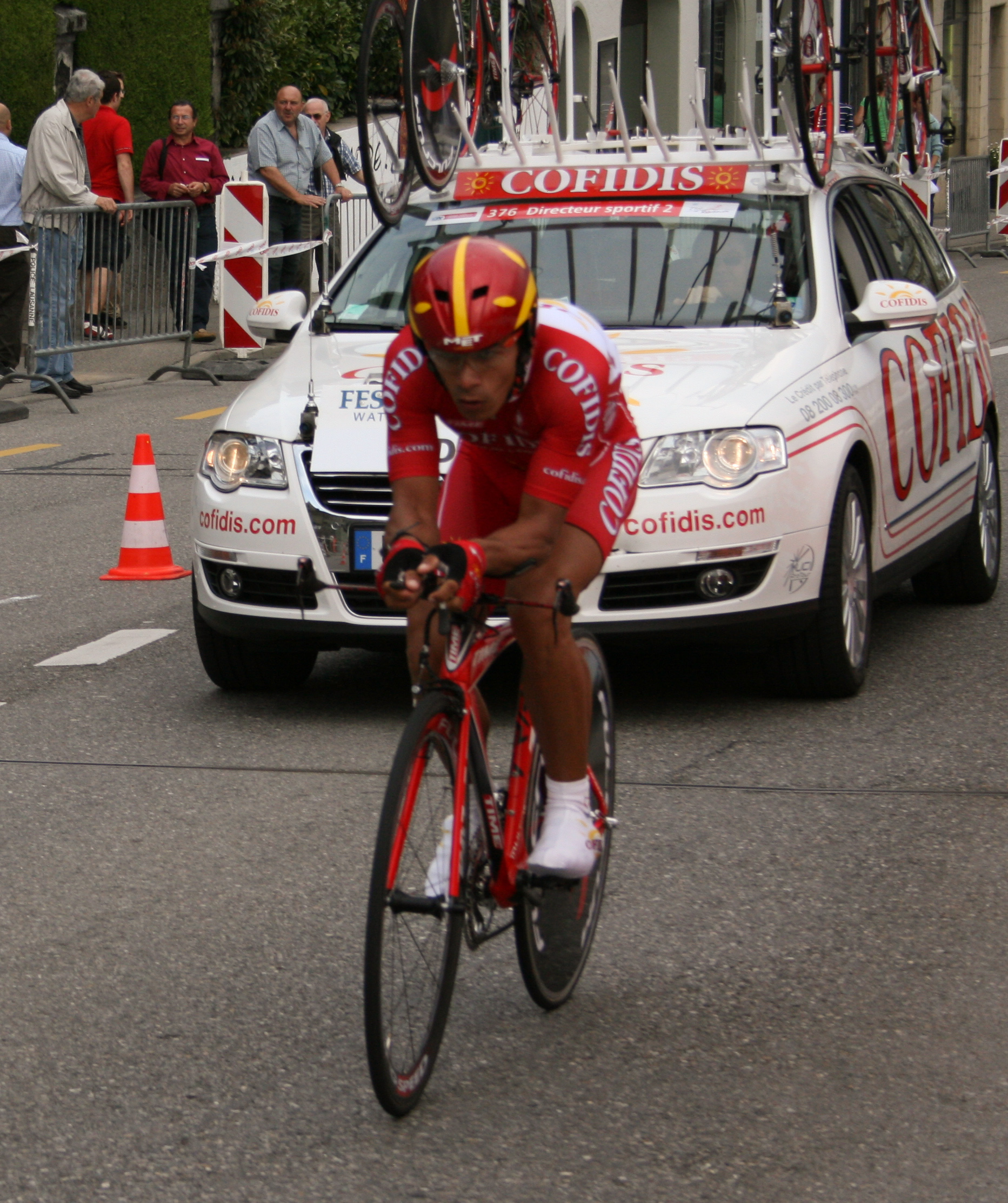
Leonardo Fabio Duque em 2007.

Foi um destacado sprinter, de facto antes de debutar como profissional ganhou várias corridas de pista e participou na prova madison dos Jogos Olímpicos de Verão de 2004. O seu maior sucesso como ciclista profissional chegou com a vitória de etapa da Volta a Espanha de 2007, com final em Puertollano.

## Palmarés

### Pista
- 2003
  - Pontuação Aguascalientes
  - Campeonato da Colômbia Madison (fazendo casal com John Durango)  
  - Campeonato da Colômbia Pontuação  
  - Campeonato da Colômbia Scratch

### Estrada
- 2004
  - 1 etapa da Volta à Colômbia

- 2005
  - 1 etapa do Tour de l'Ain
  - Druivenkoers Overijse

- 2006
  - Tour de Limusino

- 2007
  - 1 etapa da Volta a Espanha

- 2008
  - 1 etapa do Tour do Mediterrâneo

- 2010
  - Grande Prêmio Cholet-Pays de Loire
  - Copa da França[4]

- 2013
  - 1 etapa do Tour de l'Ain
  - Grande Prêmio Bruno Beghelli

- 2016
  - Tour do Lago Taihu, mais 1 etapa

## Resultados em Grandes Voltas e Campeonatos do Mundo
| Corrida            | Corrida            | 2004 | 2005 | 2006 | 2007 | 2008 | 2009 | 2010 | 2011  | 2012 | 2013 | 2014 | 2015 | 2016 |
| ------------------ | ------------------ | ---- | ---- | ---- | ---- | ---- | ---- | ---- | ----- | ---- | ---- | ---- | ---- | ---- |
|                    | Giro d'Italia      | —    | —    | 47.º | —    | —    | —    | 63.º | —     | —    | 79.º | 78.º | —    | —    |
|                    | Tour de France     | —    | —    | —    | —    | 51.º | 94.º | —    | 121.º | —    | —    | —    | —    | —    |
|                    | Volta a Espanha    | —    | —    | 80.º | 53.º | 67.º | 32.º | —    | —     | 80.º | —    | —    | 60.º | —    |
| Mundial em Estrada | Mundial em Estrada | Ab.  | 92.º | —    | 27.º | 72.º | 22.º | —    | Ab.   | —    | —    | —    | —    | —    |

—: não participa
Ab.: abandono

## Equipas
- - Jartazi-Granville Team (2004)[5]
  - Chocolade Jacques-Wincor-Nixdorf (2004)[6]
  - Jartazi Revor (2005)
  - Cofidis (2006-2012)
  - Cofidis, le Crédit par Téléphone (2006-2008)
  - Cofidis, le Crédit en Ligne (2009-2012)
  - Colombia (2013-2015)
  - Delko Marseille Provence KTM (2016)